# 鍾家教
鍾家教，廣東拳術，為中國武術流派之一，是客家文化武術，是梅州非物質文化遺產。

## 源流
钟家教历史悠久，相传1835年由兴宁市永和镇锦洞乡钟佑古所创，钟佑古把技艺首传给其子钟壮生，后传给陈伯乡，广泛流传于兴宁永和、四望嶂、泥陂、坜陂等地。。

## 介紹
钟家教的特点是多用掌法，少用拳法，不用腿法。在步法上，丁不丁，八不八，名为丁八步。在掌法上五指伸张，不是虎爪，也不是柳叶掌。在身型上要求蛇头、龟背，在步法上要求扎实稳健，变化多端。动作有时温柔和顺，有时刚劲威猛。

## 套路
拳術有軟拳二十四手，硬拳二十四手等。散手有雙手合、豹力斷掌、雙龍搶珠等。器械對拆方面：兩人對拆、杷頭對關刀、空手對雙刀、凳板對長矛（鎦針）

## 來源
1. 1 2  .   [2022-12-27]. （原始内容存档于2022-12-27）.